# Papuagrion fraterculum
Papuagrion fraterculum là một loài chuồn chuồn kim trong họ Coenagrionidae.
Papuagrion fraterculum được Lieftinck miêu tả khoa học năm 1937.